# Matthew Crampton
Pour les articles homonymes, voir Crampton.

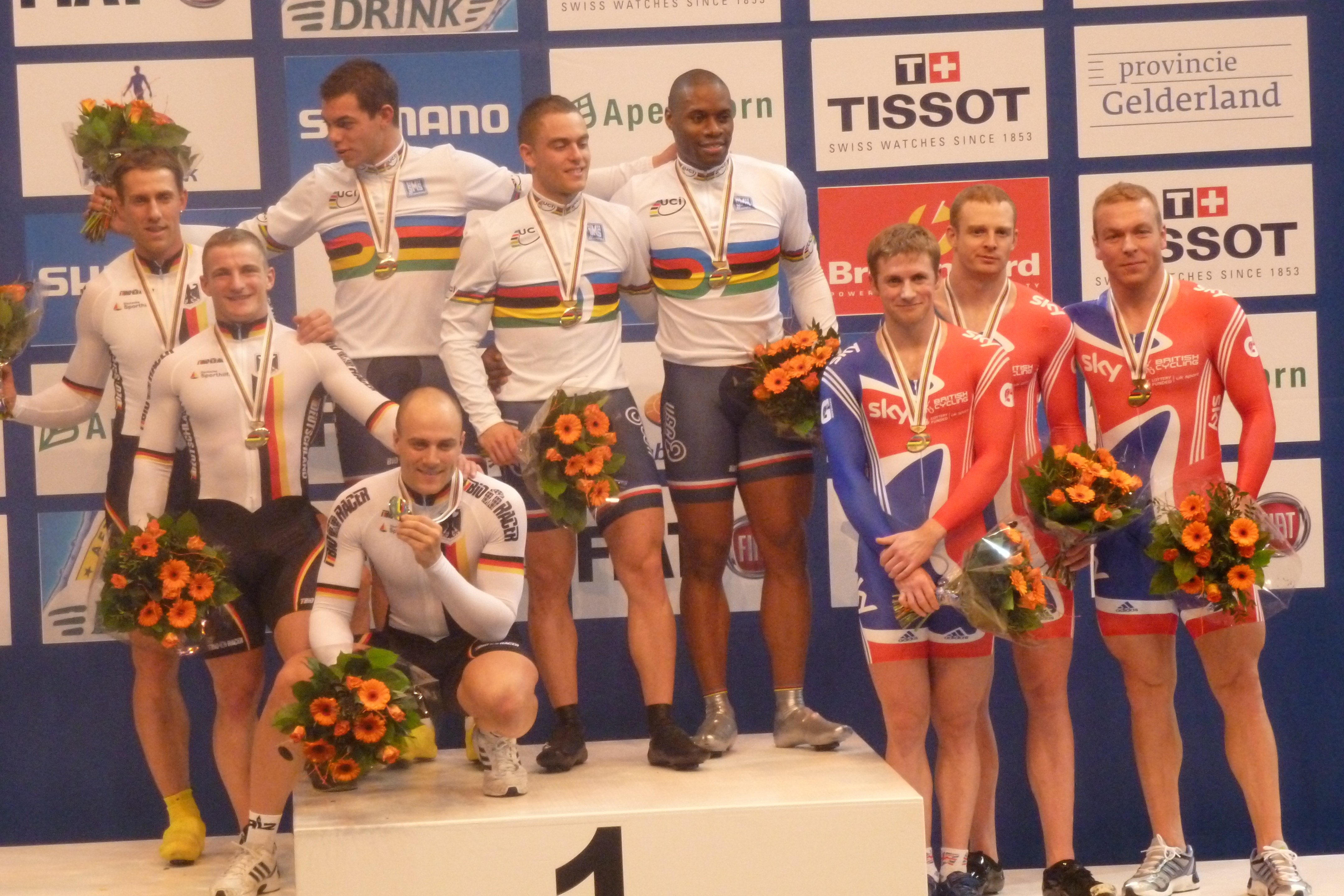
Podium de la vitesse par équipes lors des championnats du monde 2011 (de gauche à droite : Stefan Nimke, René Enders, Kévin Sireau, Maximilian Levy (accroupi), Michaël D'Almeida, Grégory Baugé, Jason Kenny, Matthew Crampton, Chris Hoy).

Matthew Crampton (né le 23 mai 1986 à Manchester) est un pistard anglais.

## Biographie
En 2008, profitant de l'absence des meilleurs pistards britanniques qui ont participé aux J.O. de Pékin, il remporte les 4 titres nationaux de la vitesse. 

## Palmarès

### Championnats du monde
- Pruszkow 2009
  -  Médaillé d'argent de la vitesse par équipes
  - 5e du keirin
- Apeldoorn 2011
  -  Médaillé d'argent de la vitesse par équipes
  - 4e du keirin
  - 10e de la vitesse individuelle
- Melbourne 2012
  - 10e du keirin
- Cali 2014
  - 7e du keirin
  - 10e de la vitesse individuelle[1]
- Londres 2016
  - 5e du kilomètre

### Coupe du monde
- 2006-2007
  - 1er de la vitesse par équipes à Moscou
  - 1er de la vitesse par équipes à Los Angeles
  - 3e de la vitesse par équipes à Sydney
- 2008-2009
  - 3e de la vitesse individuelle à Manchester
- 2009-2010
  - 2e de la vitesse individuelle à Manchester
  - 2e de la vitesse par équipes à Manchester
  - 3e de la vitesse à Melbourne
- 2010-2011
  - 1er de la vitesse par équipes à Melbourne (avec Chris Hoy et Jason Kenny)
  - 2e de la vitesse par équipes à Cali
  - 3e de la vitesse par équipes à Manchester
- 2013-2014
  - 1er du keirin à Aguascalientes
  - 2e de la vitesse par équipes à Aguascalientes
  - 3e de la vitesse par équipes à Manchester

### Jeux du Commonwealth
- 2004
  -  Médaillé d'or de la vitesse individuelle

### Championnats d'Europe
- 2004
  -  Champion d'Europe de vitesse juniors
  -  Champion d'Europe du keirin juniors
- 2007
  -  Médaillé d'argent du keirin espoirs
  -  Médaillé de bronze de la vitesse par équipes espoirs
- 2008
  -  Champion d'Europe du keirin espoirs
  -  Médaillé d'argent de la vitesse par équipes espoirs
  -  Médaillé de bronze de la vitesse individuelle espoirs
- Pruszków 2010
  -   Médaillé d'argent du keirin
  -   Médaillé de bronze de la vitesse par équipes
- Apeldoorn 2011
  -  Champion d'Europe du keirin
- Panevėžys 2012
  -  Médaillé de bronze de la vitesse par équipes

### Championnats de Grande-Bretagne
| - 2003 - Champion de Grande-Bretagne de vitesse individuelle juniors - 2004 - Champion de Grande-Bretagne de vitesse individuelle juniors - Champion de Grande-Bretagne du kilomètre juniors - 2005 - Champion de Grande-Bretagne du keirin - Champion de Grande-Bretagne de vitesse par équipes (avec Jason Kenny et Josh Hargreaves) - 2e de la vitesse - 3e du kilomètre - 2006 - 2e du keirin - 2007 - Champion de Grande-Bretagne du keirin - 3e de la vitesse - 2008 - Champion de Grande-Bretagne du kilomètre - Champion de Grande-Bretagne du keirin - Champion de Grande-Bretagne de vitesse - Champion de Grande-Bretagne de vitesse par équipes (avec Chris Hoy et Jason Kenny) | - 2009 - 2e de la vitesse - 2010 - Champion de Grande-Bretagne de vitesse par équipes (avec Kian Emadi et Jason Kenny) - 2e de la vitesse - 2012 - Champion de Grande-Bretagne du keirin - 3e de la vitesse - 2013 - Champion de Grande-Bretagne de vitesse par équipes (avec Kian Emadi et Jason Kenny) - 2e du keirin - 3e du kilomètre - 3e de la vitesse - 2014 - 2e du kilomètre - 2e du keirin - 2e de la vitesse - 2015 - Champion de Grande-Bretagne de vitesse par équipes (avec Philip Hindes et Jason Kenny) - Champion de Grande-Bretagne du keirin - 2e du kilomètre |